# Mount Shavano
Mount Shavano je hora v jižní části pohoří Sawatch Range, ve střední části Colorada, ve Spojených státech amerických. Nachází se v kraji Chaffee County.
S nadmořskou výškou 4 339 m je sedmnáctou nejvyšší horou Colorada a náleží mezi jeden z coloradských fourteeners.
Hora je pojmenovaná po náčelníku kmene Uteů, který uzavřel dohodu se Spojenými státy.